# Some Girls (Rolling Stones)
"Some Girls" er titelsangen fra det engelske rock ‘n’ roll band The Rolling Stones album Some Girls fra 1978. Det var den tredje gang at en sang på et af bandets albummer, også var navnet på albummet. 
Sammen med tidligere Stones udgivelser der inviterede til konflikt ("Under My Thumb", "Brown Sugar", "Star Star"), er denne sangtekst nedværdigende imod kvinder, og "Some Girls" fremkaldte tumult blandt feministerne og borgerlige rettigheders aktivisterne over teksten hvor der blandt andre stod:
| Citat | black girls just want to get fucked all night | Citat |
|       |                                               |       |

| Citat | Chinese girls are so gentle; They're really such a tease | Citat |
|       |                                                          |       |

Sangeren Mick Jagger og resten af bandet forsvarede sangen, selvom Atlantic Records prøvede at få bandet til at droppe sangen. Jagger sagde i 1978:” Atlantic (Records) prøvede at få os til at droppe sangen, men jeg nægtede. Jeg har altid været imod censur af den ene eller anden slags, især fra konglomerater. Jeg har altid sagt, kan du ikke tage en vittighed, så er det bare ærgerligt” .
Den originale sang var på nogen og 24 minutter, og indeholdt vers som Jagger fandt på efterhånden . Jagger sang og spillede sammen med Richards og Ronnie Wood de elektriske guitarer, derudover spillede Wood og Richards også de akustiske guitarer, og sidstnævnte spillede også bass. Trommerne spillede Charlie Watts og Bill Wyman spillede Synthesizer, mens Sugar Blue spillede mundharmonika . 
Sangen kommer til at være på live albummet Shine a Light der bliver udgivet i april 2008.

### Fodnote
1. ↑  "Some Girls". Arkiveret fra originalen 1. januar 2009. Hentet 24. marts 2008.
2. ↑  Some Girls by The Rolling Stones Songfacts
3. ↑  Some Girls